# Bill Fagerbakke
William "Bill" Fagerbakke, född 4 oktober 1957 i Fontana, Kalifornien, är en amerikansk skådespelare. 
Fagerbakke, som är 1,98 meter lång, har spelat amerikansk fotboll, deltagit i TV-serier såsom Coach och flera filmer, bland andra Livat på landet och som den lindrigt intellektuellt funktionsnedsatte Tom Cullen i Pestens tid, en filmatiseringen av Stephen Kings roman. Fagerbakke gör även rösten till Patrik Stjärna i Svampbob Fyrkant.
Fagerbakke gifte sig med skådespelerskan Catherine McClenahan år 1989, tillsammans har de två döttrar. I september 2012 ansökte han om separation från McClenahan, med hänvisning till oförenliga meningsskiljaktigheter.

## Filmografi i urval
- 1987 – Nyckeln till framgång
- 1994 - Pestens tid (TV-serie)
- 1997 – En mumie på rymmen
- 2019 – Unbelievable (Miniserie)
- 2025 – Plankton: Filmen